# Акутни едем плућа
Акутни едем плућа (лат. Oedema pulmonis acuta) је хитно драматично плућно обољење које захтијева неодложну и адекватну интервенцију, а карактерише га по живот опасно екстраваскуларно накупљање течности у плућним алвеолама због повишеног плућног капиларног притиска или поремећене пропустљивости капиларно-алвеоларне мембране плућа.

## Узроци
Узроци који доводе до настанка плућног едема су:
- Оштећена функција срца (инсуфицијенција) — због недовољне снаге срчаног мишића, тешких поремећаја ритма идр. гдје долази до повећања хидростатског притиска у плућним капиларима.
- Појачана пропустљивост капиларно-алвеоларне мембране без повећања плућног капиларног притиска — инфекције, хипоалбуминемија, инхалација токсичних супстанци, акутни хеморагични панкреатитис, инхалација желудачног садржаја, повреде грудног коша, политраума, опекотине, масна емболија, лијекови (хероин, ß-симпатикомиметици), спашени утопљеник, идр.

Треба још напоменути да код спашеног утопљеника може доћи до развоја клиничке слике плућног едема после латентног периода дужег од 12 сати.

## Подјела
Подјела акутног едема плућа врши се на основу узрока који је довео до његовог настанка:
1. Акутни едем плућа кардиогеног поријекла и
2. Акутни едем плућа некардиогеног поријекла

### Акутни едем плућа кардиогеног поријекла
Патофизиологија развоја едема плућа кардиогеног поријекла почиње настанком интерстицијског плућног едема, који узрокује смањење еластичности плућног ткива (снижење комплијансе плућа), сужавање ситнијих бронхија уз стварање отпора уласку ваздушне струје па све до кардијалне астме, појачање рада дисајне мускулатуре. У овој фази нема изразитих сметњи оксигенације плућа.
Ако се у овом стадијуму не интервенише развија се алвеоларни едем плућа са преласком трансудата у алвеоле плућа. Он спречава нормалну оксигенацију, јер се смањује алвеоларна површина за размјену гасова. Крв у капиларима се не оксигенише и са смањеном концентрацијом кисеоника прелази директно у лијеву преткомору (десно-лијеви шант).
У даљем току долази до поремећаја пропустљивости мембране плућних капилара. Симптоматологија акутног плућног едема је врло карактеристична и ријетко представља дијагностички проблем.
Најизразитија слика је приморани сједећи положај са полипнејом, диспнејом и ортопнејом. Пацијент заузима сједећи положај (ортопноеја) јер лакше дише, врло чујно, тешко (dysponea) и убрзано дисање (tachyponea). Спутум (испљувак) је пјенушав, а може имати примјесе крви.
Аускултаторно се обострано чују влажни шушњеви. Сатурација кисеоником измјерена пулсоксиметром је испод 90%.
Срце убрзано ради (тахикардија) а вене су на врату пуне. Артеријски притисак је већином повишен преко 200 mmHg, или пак низак испод 90 mmHg, када се ради о кардиогеном шоку. Пацијент је цијанотичан и обливен знојем, презнојавање је врло обилно и стално.

#### Дијагностика
Поред анамнезе која често упућује на хронично обољење срца примјењују се још сљедећи дијагностички поступци:
- мјерење сатурације кисеоника у крви пулсоксиметром,
- лабораторијско одређивање парцијалних притисака гасова (парцијални притисак кисеоника је снижен, а угљен-диоксида је нормалан или касније повишен),
- рендгенографија - на снимку плућа перихиларно виде се типични знаци стазе у виду лептира,
- централни венски катетер - централни венски притисак је повишен,
- ехокардиографија - поремећена функција миокарда са повећаним дијастолним волуменом.

У диференцијалној дијагнози долазе у обзир бронхијална астма и декомпензована хронична обструктивна плућна болест (ХОПБ).

#### Терапија акутног едема плућа кардиогеног поријекла
Терапија акутног едема плућа зависи од тога да ли је присутна нормо/хипертензија или се пак ради о хипотензији / кардиогеном шоку.
Терапија акутног едема плућа код нормотензије или хипертензије се спроводи с циљем да се обезбиједи нормална функција респираторног (под бр. 1) и кардиоваскуларног система (под бр. 2):
1. Побољшање оксигенације повећањем концентрације кисеоника удахнутог зрака давањем кисеоника 4-8 литара преко сонде. Ако је индицирано врши се ендотрахеална интубација. Примењују се бронходилататори најчешће метилксантини (аминофилин амп. 250mg и. в. једна до двије ампуле), или ß2-миметици као нпр. фенотерол (два удаха).
2. Растерећење срца прије свега смањењем дотока крви (претходно оптерећење) и евентуално смањење накнадног оптерећења срца. Пацијент треба да је у сједећем положају, којег иначе сам заузима. На тај начин се смањује доток венске крви ка срцу.

У ову сврху се дају:
- Вазодилататори и то прије свега нитроглицерин у виду таблета од 0,5 mg (једна до двије таблете испод језика сваких 5-10 минута), у виду спреја (2 удаха) или у виду инфузије (0,3-3 µg/kg/мин.).
- Диуретици, и то фуросемид 10-80 mg и. в. у зависности од степена тежине плућног едема и висине артеријског крвног притиска.
- Антиаритмици ако је неопходно, нпр. код суправентрикуларне тахиаритмије: дигиталис.
- Седација ако је потребно, нпр. морфин 2-5 mg и. в. (разријеђен са 10 ml) на 15 минута или диазепам амп. интавенски 5 mg. Депресија центра за дисање је овдје пожељна.
- Ротирајуће подвезивање сва 4 екстремитета манжетама од апарата за притисак смањујући венски прилив крви је мање ефективан и несугуран поступак.
- Евентуално флеботомија (брзо одузимање око 250 ml венске крви) ако су претходни поступци били неуспјешни.

Терапија акутног едема плућа код хипотензије и код кардиогеног шока се разликује од претходне и то у кардиоциркулаторној терапији:
- Лежећи положај болесника
- Апликација инотропних лијекова, нпр. допамин 2-10 µg/kg/мин. сам или у комбинацији са добутамином
- Антиаритмици ако је неопходно, имајући у виду висину хипотензије
- Диуретици и вазодилататори се дају тек након стабилизације артеријског крвног притиска.

### Акутни едем плућа некардиогеног поријекла
Патофизиологија развоја едема плућа некардиогеног поријекла заснива се на оштећењу нормалне пермеабилности капиларно-алвеоларне мембране дејством новонасталих ендогених токсина који разлажу капиларну мембрану (протеазе) и егзогених токсина који су доспјели до плућног ткива (отровни гасови).
Поред ових отровних супстанци снижени колоидно-осмотски притисак (едеми услед дуготрајне глади, нефротски синдром) и релативно снижење интраалвеоларног притиска ваздух (нпр. приликом брзог изроњавања из воде) могу довести до развоја плућног едема.
Знаци и симптоми овог облика едема плућа су у бити исти као и код кардиогеног плућног едема: тахипнеја, диспнеја, цијаноза, тахикардија, преобилно знојење, сједећи положај болесника. Код инхалационих траума (отровни гасови) може се јавити слика слична нападу бронхијалне астме због развоја бронхоспазма, гдје се аускултаторно чује дифузни „weezing“.

#### Дијагностика
Поред наведених знакова и симптома и брзог утврђивања врсте основног узрока, врши се мјерење сатурације крви кисеоником која је испод 90%, мјери се крвни притисак који је неспецифичних вриједности, снима се ЕКГ који показује тахикардију или тахиаритмију, врши се аускултација плућа где се чују средњи и ситни влажни шушњеви.
Даља дијагностика је слична као и код едема плућа кардиогене генезе.
У диференцијалној дијагнози долази у обзир већ описани кардиогени едем плућа.

#### Терапија акутног едема плућа некардиогеног поријекла
- Побољшање оксигенације повећањем концентрације кисеоника удахнутог ваздух давањем кисеоника 4-8 литара преко сонде уз континуирано праћење сатурације крви пулсоксиметром.
- Ендотрахеална интубација и кардиопулмонална реанмимација ако су индициране.
- Примјена лијекова према развоју клиничке слике. Код инхалационе трауме дају се кортикостероиди (нпр. метилпреднизолон амп. 250 mg и. в.) да би се спријечило напредовање оштећења алвеола и капилара плућа.